# بيريبنزوكسيم
بيريبنزوكسيم (بالإنجليزية: Pyribenzoxim)‏ ويُعرَف أيضًا باسم LGC-40863 هو مبيد أعشاب صناعي.